# Wired (album de Hugh Cornwell)
Pour les articles homonymes, voir Wired.
Albums de Hugh Cornwell
CCW
(1992) Guilty
(1997)
Wired est le quatrième album solo de Hugh Cornwell et le premier à être sorti sous son nom après son départ des Stranglers. Sorti en 1993, il a fait l'objet d'une sortie aux USA en 1999 sous le titre First Bus to Babylon et sur le label Velvel.

## Titres
1. Hot Cat on a Tin Roof
2. Make it With You
3. My Kind of Loving
4. Wasted Tears
5. Story of He & She
6. Ain't it Strange
7. Stop
8. Mr Insignificant
9. Turn Your Body Down
10. Love in Your Eyes
11. First Bus to Babylon

## Musiciens
- Hugh Cornwell - guitare, chant
- Chris Goulstone - guitare
- Ted Mason - guitare
- Robert Williams - batterie, percussions
- Steve Ferrara - programmations
- Alex Gifford - basse
- Phil Andrews - claviers
- Wesley McGooghan - cuivres
- Joel Squires - harmonica
- George de Angelis - orgue Hammond
- Tomoyasu Hotei - guitare

## Équipe de production
- Gary Langan - producteur
- Hugh Cornwell - producteur
- James Cadsky - ingénieur du son
- Jamie Cullum - assistant ingénieur